# Чернат, Александру
Александру Чернат (рум. Alexandru Cernat; 17 января 1828, Галац, Молдавское княжество — 8 декабря 1893, Бухарест) — румынский политический, государственный и военный деятель, генерал-майор (1877), военный министр Соединённых княжеств Молдавии и Валахии (2 апреля 1877 — 19 августа 1877, 1878).

## Биография
После окончании Ясского военного училища в 1851 г. вступил в армию Молдавского княжества юнкером, в 1852 году стал подпоручиком, поручиком (1855), капитаном (1857).
С 1859 года служил в румынской армии. В 1860 г. получил чин майора, подполковника (1863), полковника (1866), в 1873 году получил звание бригадного генерала. Тогда же в 1873 году Чернат стал командиром 4-й территориальной дивизии со штабом в Яссах.
В апреле 1877 года был назначен военным министром Соединённых княжеств Молдавии и Валахии.
Участвовал в Русско-турецкой войне (1877—1878). В звании генерал-майора командовал военными операциями на фронте. Принимал личное участие в сражениях при Плевне, Етрополе, Оряхово и др. Координировал румынские войска по обоим берегам Дуная, с целью ликвидации последних очагов османского сопротивления вокруг крепости Видин.
После окончания войны снова занял кресло военного министра с февраля по ноябрь 1878  года. С 1881 по 1882 год был начальником Генерального штаба вооружённых сил Румынии. С 1882 по 1883 год — директор Национального военного общества. С марта 1883 по декабрь 1891 г. командовал 2-м армейским корпусом. Вышел в отставку после 40 лет службы.
Член Национал-либеральной партии Румынии. Избирался депутатом и сенатором в 1864—1888 годах.
Похоронен на кладбище Беллу в Бухаресте.

## Память
- Его имя носят улицы в Бухаресте, Галаце, Яссах и Сибиу.